# Maree Fish
Maree Fish (23 januari 1963) is een Australisch hockeykeepster. 
Fish werd in 1988 met de Australische ploeg olympisch kampioen.

## Erelijst
- 1986 - 6e Wereldkampioenschap hockey[1] in Amstelveen
- 1987 –  Champions Trophy Amstelveen
- 1988 –  Olympische Spelen in Seoel
- 1989 –  Champions Trophy Frankfurt